# Enric I de Castella
Enric I de Castella (1204 - Palència 1217) fou rei de Castella (1214-1217).

## Orígens familiars
Fill menor d'Alfons VIII de Castella i d'Elionor d'Anglaterra, va accedir al tron sent un nen, amb tot just 10 anys. La seva mare anava a ocupar la regència, però va morir poc després, de manera que la seva germana major, Berenguera, es va fer càrrec de la regència.

## Vida política i núpcies
No obstant això, aquesta va haver d'enfrontar-se a les intrigues del comte Álvaro Núñez de Lara, havent al final de cedir-li la tutela del jove rei. El comte, una vegada aconseguida la tutela, es va enfrontar obertament amb Berenguera, pretenent casar Enric amb la infanta Mafalda de Portugal, filla de Sanç I de Portugal. L'enllaç es realitzà el 1215 però va ser anul·lat l'any següent per ordre del Papa Innocenci III pel grau de parentiu que hi havia entre ambdós. Núñez de Lara va tractar de millorar les seves relacions amb Alfons IX de Lleó, pretenent que el jove Enric i Sança de Lleó, filla d'aquell i la seva primer muller Teresa de Portugal, contraguessin matrimoni. Abans però de celebrar el matrimoni, Enric I va morir a Palència de forma accidental, al caure sobre ell una teula despresa d'una de les torres del palau episcopal de Palència, on jugava amb altres nens.
A la seva mort, es va plantejar un problema successori. Escollida Berenguera, germana d'Enric I i esposa d'Alfons IX de Lleó, com reina el 1217, va renunciar en favor del seu fill, l'hereu del Regne de Lleó Ferran III el Sant, amb el qual s'uniren definitivament els dos regnes.